# Xiroki (Rostov)
|  | Per a altres significats, vegeu «Xiroki». |

Xiroki (en rus: Широкий) és un poble (un khútor) de l'óblast de Rostov, a Rússia, segons el cens del 2010 tenia 561 habitants, pertany al municipi de Krasnoarmeiski.